# Vantanea
Vantanea is een geslacht uit de familie Humiriaceae. De soorten komen voor van Nicaragua tot in tropisch Zuid-Amerika.

## Soorten
- Vantanea aracaensis Prance
- Vantanea bahiaensis Cuatrec.
- Vantanea barbourii Standl.
- Vantanea celativenia (Standl.) Cuatrec.
- Vantanea compacta (Schnizl.) Cuatrec.
- Vantanea deniseae W.A.Rodrigues
- Vantanea depleta McPherson
- Vantanea guianensis Aubl.
- Vantanea macrocarpa Ducke
- Vantanea maculicarpa Sabatier & J.Engel
- Vantanea magdalenensis Cuatrec.
- Vantanea micrantha Ducke
- Vantanea minor Benth.
- Vantanea morii Cuatrec.
- Vantanea obovata (Mart.) Benth.
- Vantanea occidentalis Cuatrec.
- Vantanea ovicarpa Sabatier
- Vantanea paraensis Ducke
- Vantanea parviflora Lam.
- Vantanea peruviana J.F.Macbr.
- Vantanea spichigeri A.H.Gentry
- Vantanea spiritu-sancti (Cuatrec.) K.Wurdack & Zartman
- Vantanea tuberculata Ducke